# Latarnia morska Osmussaare
Latarnia morska Osmussaare – (est. Osmussaare tuletorn) latarnia morska na północno-wschodnim krańcu wyspy Osmussaare. Na liście świateł nawigacyjnych Estonii - rejestrze Urzędu Transportu Morskiego (Veeteede Amet) w Tallinnie - ma numer 425.
Pierwsza latarnia morska na wyspie została zbudowana w 1765 roku na klifie wyspy. Jednak erozja morska spowodowała, że w 1842 roku latarnia uległa zniszczeniu. W 1850 zbudowano nową wieżę, która była oddalona o ponad 120 metrów od poddawanego erozji wybrzeża. W 1875 roku początkowo czerwona wieża latarni została podwyższona i przemalowana w biało czarne pasy. W czasie I wojny światowej prawie wszystkie towarzyszące wieży zabudowania zostały zniszczone, zachowała się tylko wieża latarni. Wieża latarni przetrwała do 1941 roku, kiedy to wycofujące się przed Niemcami oddziały radzieckie zniszczyły latarnię. W 1946 roku na wyspie została zbudowana tymczasowa drewniana latarnia, która została zastąpiona istniejącą do dziś 35-metrową żelbetonową wieżą oddaną do użytku w 1954 roku. W 1998 roku latarnia została przebudowana i zmodernizowana.